# Alexeï Sidorov
Alexeï Leonidovitch Sidorov (en russe : Алексе́й Леони́дович Си́доров), né le 22 août 1968 à Severodvinsk en URSS, est un cinéaste, producteur et scénariste russe.

## Biographie
Alexeï Sidorov termine la faculté de lettres de l'université de Petrozavodsk avec un diplôme en littérature russe, puis il entre aux cours supérieurs de formation des scénaristes et réalisateurs de Moscou (notamment dans la classe de Valeri Roubintchik) dont il sort diplômé en 1999. Il travaille ensuite comme monteur pour le film Rytsarski roman (Roman chevaleresque d'après Walter Scott) dont il est co-scénariste.
Il se fait un nom à la télévision en tant que réalisateur de séries télévisées fort populaires dans les pays russophones comme Brigada (Brigade) (d'après son propre scénario avec Igor Poroublev et Alexandre Veledinski). En 2003, cette série télévisée reçoit le prix TEFI, comme meilleur feuilleton télévisé, et l'Aigle d'or à Sotchi. Il tourne en 2016 T-34, machine de guerre (sorti en 2018), film de guerre dont la production est parmi les plus coûteuses de Russie des années 2000.

## Filmographie
- 2002 : Brigade (Бригада), réalisateur et scénariste
- 2005 : Boxe de l'ombre (Бой с тенью), réalisateur et scénariste
- 2007 : Boxe de l'ombre 2 : La Revanche (Бой с тенью 2: Реванш), producteur et scénariste
- 2011 : Boxe de l'ombre 3D : Le Dernier Round (Бой с тенью 3D: Последний раунд), réalisateur, producteur et scénariste
- 2014 : 22 minutes (22 минуты), producteur
- 2019 : T-34, machine de guerre, réalisateur et scénariste
- 2021 : Tchempion mira, réalisateur et scénariste

## Vie privée
Il se marie en 1988, mais divorce très peu de temps après. Le juge prive de leurs droits parentaux les jeunes parents (Alexeï Sidorov et son ex-épouse Larissa). Leur fils Leonid, né en 1989, est élevé dans un orphelinat et est actuellement en prison pour une peine de 13 ans.